# Peponidium flavum
Peponidium flavum là một loài thực vật có hoa trong họ Thiến thảo. Loài này được Homolle ex Arènes mô tả khoa học đầu tiên năm 1960.